# Listă de localități din cantonul Freiburg
În cantonul Freiburg  în anul 2006, sunt 168 de localități:
| - Alterswil - Arconciel - Attalens - Auboranges - Autafond - Autigny - Avry - Barberêche - Bas-Intyamon - Bas-Vully - Belfaux - Billens-Hennens - Bösingen - Bossonnens - Botterens-Villarbeney - Broc - Brünisried - Büchslen - Bulle - Bussy - Cerniat - Châbles - Chapelle (Glâne) - Charmey - Châtel-Saint-Denis - Châtel-sur-Montsalvens - Châtillon - Châtonnaye - Cheiry - Chénens - Chésopelloz - Cheyres - Corbières - Corminboeuf - Corpataux-Magnedens - Corserey - Cottens - Courgevaux - Courlevon - Courtepin - Cressier - Crésuz - Cugy - Delley-Portalban - Domdidier - Dompierre - Düdingen - Echarlens - Ecublens - Ependes - Estavayer-le-Lac - Farvagny - Ferpicloz - Fétigny - Font - Fräschels | - Fribourg - Galmiz - Gempenach - Giffers - Givisiez - Gletterens - Grandvillard - Granges (Veveyse) - Granges-Paccot - Grangettes - Greng - Grolley - Gruyères - Gurmels - Hauterive - Hauteville - Haut-Intyamon - Haut-Vully - Heitenried - Jaun - Jeuss - Kerzers - Kleinbösingen - La Brillaz - La Folliaz - La Roche - La Sonnaz - La Verrerie - Le Châtelard - Le Flon - Le Glèbe - Le Mouret - Le Pâquier - Les Montets - Léchelles - Lully - Lurtigen - Marly - Marsens - Massonnens - Matran - Ménières - Meyriez - Mézières - Misery-Courtion - Montagny - Montet (Glâne) - Morens - Morlon - Muntelier - Murist - Murten - Neyruz - Noréaz - Nuvilly - Oberschrot | - Pierrafortscha - Plaffeien - Plasselb - Ponthaux - Pont-en-Ogoz - Pont-la-Ville - Prévondavaux - Prez-vers-Noréaz - Rechthalten - Remaufens - Riaz - Ried bei Kerzers - Romont - Rossens - Rue - Rueyres-les-Prés - Russy - St. Antoni - Saint-Aubin - Saint-Martin - St. Silvester - St. Ursen - Sâles - Salvenach - Schmitten - Semsales - Senèdes - Sévaz - Siviriez - Sorens - Surpierre - Tafers - Tentlingen - Torny - Treyvaux - Ueberstorf - Ulmiz - Ursy - Vallon - Vaulruz - Vernay - Villarepos - Villarsel-sur-Marly - Villars-sur-Glâne - Villarvolard - Villaz-Saint-Pierre - Villeneuve - Villorsonnens - Vuadens - Vuarmarens - Vuissens - Vuisternens-devant-Romont - Vuisternens-en-Ogoz - Wallenried - Wünnewil-Flamatt - Zumholz |